# Taça Akwaba
A Taça Akwaba foi um torneio internacional conquistado em 17 de fevereiro de 1983, pela equipe de futebol profissional do Coritiba Foot Ball Club com sede na cidade de Curitiba (PR) no Brasil. O torneio foi realizado na Costa do Marfim na cidade de Abidjan e teve a participação do Coritiba, da Seleção da Bulgária, e das equipes do Africa Sports National e do ASEC Mimosas, ambos da cidade de Abidjan. 

## Jogos do torneio
| - Data: 15/02/1983. - Local: Estádio Félix Houphouët-Boigny Abidjan - Costa do Marfim - Jogo: Coritiba 2 – 0 Seleção da Bulgária - Gols do Coritiba: Reinaldo Xavier (2) - Data: 17/02/1983. - Local: Estádio Félix Houphouët-Boigny Abidjan - Costa do Marfim - Jogo: Coritiba 6 – 2 Africa Sports National - Gols do Coritiba: Lela (3), Souza (2) e Reinaldo Xavier (1) | - Data: 15/02/1983. - Local: Estádio Félix Houphouët-Boigny Abidjan - Costa do Marfim - Jogo: Africa Sports National 2 – 1 ASEC Mimosas - Data: 17/02/1983. - Local: Estádio Félix Houphouët-Boigny Abidjan - Costa do Marfim - Jogo: Seleção da Bulgária 2 – 1 ASEC Mimosas |

## Amistoso
Após o torneio a Seleção Búlgara de Futebol inconformada com a derrota frente ao Coritiba por 2 – 0 pediu um revanche. Esta partida foi realizada no dia 19 de fevereiro de 1983 na cidade de Bouaké na Costa do Marfim e terminou com o placar de 1 – 1 gol de Lela. 
- Data: 19/02/1983.
- Local:  Bouaké - Costa do Marfim
- Jogo: Coritiba 1 – 1 Seleção da Bulgária
- Gols do Coritiba: Lela (1)

## Elenco do Coritiba
Titulares
| - 01 Jairo - 02 Djalma Braga - 03 Aílton - 04 Gardel - 06 Joel - 05 Ednaldo - 08 Mário Sérgio - 10 Ronaldo - 07 Lela - 09 Reinaldo Xavier - 11 Luisinho | Reservas - 12 Jair Bacon - Goleiro reserva - 13 João Carlos - 14 André - 15 Souza - 16 Parraro | Técnico - Bolão (Luis Carlos de Oliveira) |  |

## Premiação
| Taça Akwaba 1983                            |
| Brasil                                      |
| ------------------------------------------- |
| Coritiba Foot Ball Club Campeão (1° título) |